# NGC 4121
NGC 4121 est une petite galaxie elliptique située dans la constellation du Dragon. NGC 4121 a été découverte par l'astronome prussien Heinrich d'Arrest en 1793.

## Caractéristiques

### Distance
Sa vitesse par rapport au fond diffus cosmologique est de 1 525 ± 8 km/s, ce qui correspond à une distance de Hubble de 22,5 ± 1,6 Mpc (∼73,4 millions d'al).
À ce jour, cinq mesures non basées sur le décalage vers le rouge (redshift) donnent une distance de 33,180 ± 12,384 Mpc (∼108 millions d'al), ce qui est à l'intérieur des valeurs de la distance de Hubble. Notons cependant que c'est avec la valeur moyenne des mesures indépendantes, lorsqu'elles existent, que la base de données NASA/IPAC calcule le diamètre d'une galaxie et qu'en conséquence le diamètre de NGC 4121 pourrait être d'environ 6,25 kpc (∼20 400 al) si on utilisait la distance de Hubble pour le calculer.

### Brillance de surface
En raison d'une brillance de surface égale à 11,51  mag/am2, on peut qualifier NGC 4121 de galaxie présentant une brillance de surface élevée.

## Paire de galaxies
Selon Vaucouleur et Corwin, NGC 4121 et NGC 4125 forment une paire de galaxies. NGC 4121 et NGC 4125 sont respectivement à 73 et 67 millions d'années-lumière de la Voie lactée et elles forment peut-être une paire réelle de galaxies.